# Ecluza Ampsin-Neuville

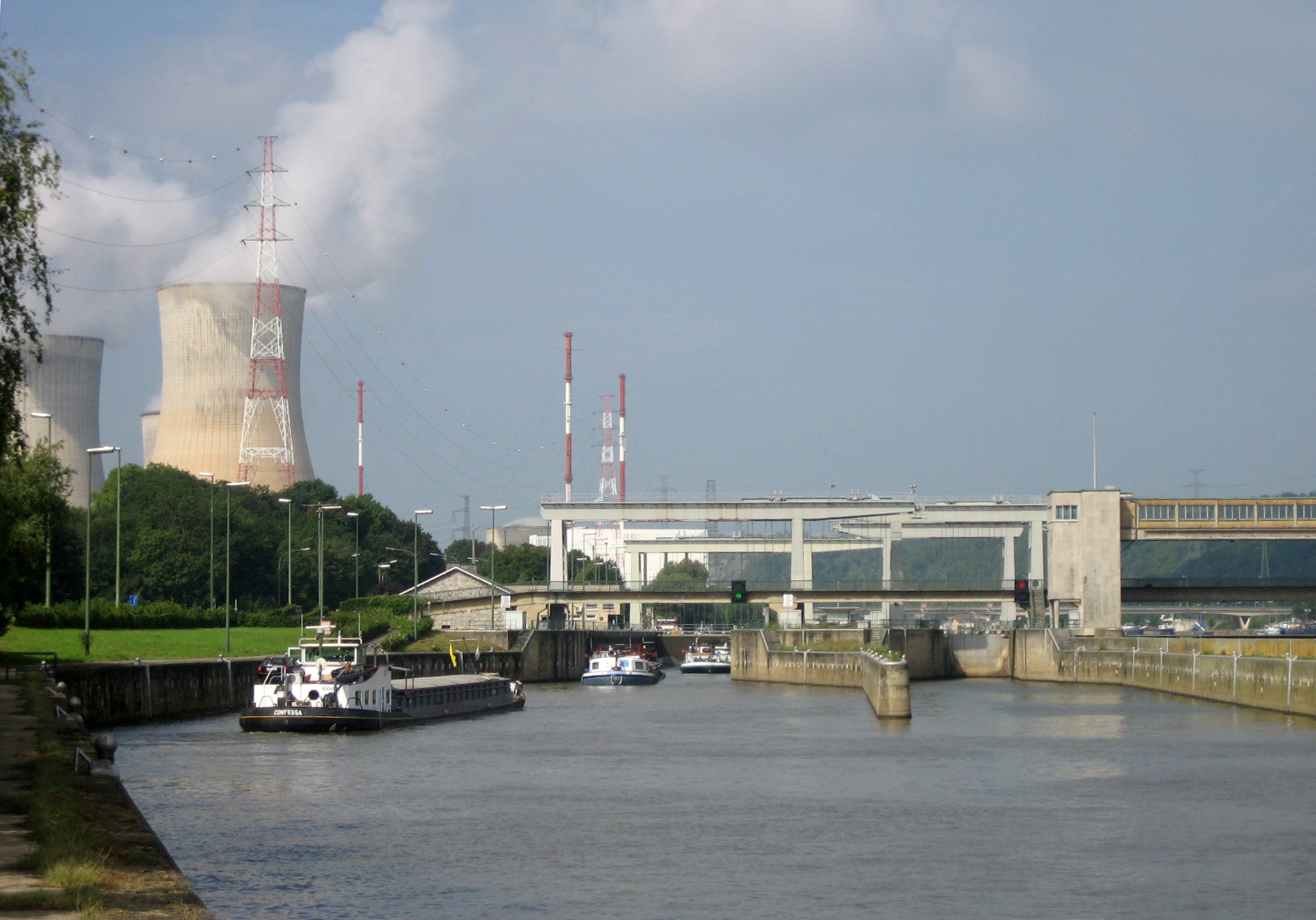
Vase intrând în ecluză (stânga) și o parte din baraj (dreapta). În fundal, centrala nucleară Tihange (stânga).

Ecluza Ampsin-Neuville, denumită și Barajul-ecluză Ampsin-Neuville sau Site éclusier d'Ampsin-Neuville (adaptat în limba română Sistemul de ecluze Ampsin-Neuville) este un sistem de ecluze de pe Meuse situat la km fluvial 82+328. Ecluza este operată și întreținută de Direcția Generală Operațională pentru Mobilitate și Căi Hidraulice a SPW, administrația generală a Regiunii Valone din Belgia.
Sistemul propriu-zis de ecluze este poziționat înspre malul drept al fluviului Meuse, adiacent satului Neuville-sous-Huy din sectorul Tihange al orașului Huy, însă el este conectat cu sectorul Ampsin al comunei Amay de pe malul stâng prin intermediul unui baraj.
Ecluza Ampsin-Neuville este al treilea sistem de ecluze din Valonia după trafic și volumul de mărfuri, cu peste 9,3 milioane de tone care l-au tranzitat în anul 2017, echivalentul a 465.000 de camioane.

## Istoric
În jurul anului 1853 s-a luat decizia canalizării fluviului Meuse, iar lucrările au durat peste 40 de ani. Pentru regularizarea cursului său au fost construite stăvilare cu ace, practic niște baraje rudimentare de pe un mal pe celălalt, realizate din grinzi (ace) verticale sau înclinate, rezemate la partea inferioară pe un radier, iar la partea superioară pe o grindă. Pentru a asigura trecerea vaselor către aval de stăvilar, acele trebuiau îndepărtate manual, operațiune laborioasă și de durată, iar pentru trecerea în amonte de stăvilar vasul trebuia tras la edec. Aceste stăvilare mobile făceau posibilă regularizarea apelor de viitură sau a debitelor prin stavile manevrate manual, care puteau fi îndepărtate din zona curentului de apă. Sistemul, dezvoltat de inginerul francez Charles Poirée, permitea trecerea liberă a curentului de apă în timpul viiturilor, curgerea ghețurilor iarna și evitarea retenției aluviunilor sau depunerilor în zona în care stăvilarul bara cursul de apă.
Mai târziu, stăvilarele cu ace au fost echipate cu ecluze prevăzute cu bazinul denumit „sas” sau „camera ecluzei”. Primele astfel de ecluze aveau dimensiunile 56,7 m x 9 m, dar în regiunea Meuse Aval din jurul Liège-ului, până în dreptul localității Ben-Ahin, au fost realizate unele mai mari, de 136 m x 16 m, pentru a permite trecerea convoaielor de câte patru barje. În jurul anului 1928, în timp ce la Monsin și Yvoz-Ramet fuseseră deja realizate baraje noi pentru vase de până la 2000 de tone, la Huy, Flône și Ampsin încă funcționau trei stăvilare cu ace echipate cu ecluze de doar 57 m x 9 m fiecare, pentru ambarcațiuni de până la 600 de tone. Astfel de gâtuiri făceau ca durata călătoriei între Liège și Paris a unei ambarcațiuni péniche să dureze între 5 și 12 zile.
Între anii 1955 și 1958 s-a procedat la demolarea acestor stăvilare cu ace prevăzute cu ecluze de dimensiuni mici. În 1955 a fost hotărâtă construcția unui baraj modern între Ampsin și Neuville-sous-Huy, echipat cu un sistem nou de ecluze. Acestea au fost finalizate și date în exploatare în 1958, în timp ce lucrările la barajul alăturat au fost terminate în 1960. iar spre malul dinspre Neuville-sous-Huy au fost construite două ecluze alăturate, una mare, cu dimensiunile de 136 m x 16 m, și una mai mică, având dimensiunile 55 m x 7,50 m, permițând trecerea simultană a ambarcațiunilor de până la 2000 de tone (ecluza mare), respectiv 600 de tone (ecluza mică). Acest sistem de ecluze a făcut posibilă circulația în zonă a vaselor din clasa Va.
Cele două ecluze au fost echipate cu porți care se deschid și se închid deplasându-se lateral, fiind suspendate de un cărucior care circulă pe o grindă metalică. Traversarea întregii ecluze, care include un șenal în amonte, cu o lungime de 700 m, și unul în aval, cu o lungime de 450 m, durează 20 de minute.

### Modernizare
De-a lungul anilor următori, gabaritul și tonajul ambarcațiunilor au crescut semnificativ, așa că în 2015 s-a decis lansarea proiectului de trecere a ecluzelor la gabarit mare. Lucrările au debutat în octombrie 2018, fiind finanțate de SOFICO–Societatea Valonă pentru Finanțare Complementară a Infrastructurii. Pe lângă instalațiile hidrotehnice propriu-zise, proiectul cuprinde prevede și reamenajarea peisagistică a zonei și reconfigurarea căilor de transport. Principalele obiective ale proiectului sunt următoarele:
- Înlocuirea ecluzei de 55 m x 7,5 m cu una de 225 m x 12,5 m. Această primă fază este prevăzută să fie finalizată în 2021;
- Înlocuirea ecluzei de 136 m x 16 m cu una de 225 m x 25 m. Inaugurarea sa a fost inițial programată pentru anul 2023[1], apoi amânată până în 2024[8];
- Construirea în stânga ecluzelor a unei scări de pești sub forma unui râu artificial. Aceasta, cea mai mare din Valonia, va permite faunei acvatice să traverseze barajul;
- Reamenajarea malului stâng ale Meusei în aval de ecluze, pentru a i se imprima un aspect mai natural;
- Rectificarea malului drept în amonte și aval de ecluze, pentru a răspunde constrângerilor de navigație, lucru care necesită devierea traseului drumului național N90;[9]

Proiectarea a fost încredințată unui consorțiu alcătuit din firmele Bureau Greisch și Tractebel Engineering. Bureau Greisch este una din cele mai importante companii de profil din Europa, având un portofoliu de peste 5000 de proiecte în peste 20 de țări. Compania a proiectat poduri, tuneluri, drumuri și căi ferate, ecluze, stadioane, clădiri industriale și de birouri, gări și stații de metrou, iar printre lucrările sale cele mai semnificative se numără gara Liège-Guillemins, viaductul Millau, podul Yavuz Sultan Selim, stadionul Pierre-Mauroy sau podul-canal du Sart. Bureau Greisch s-a ocupat și de proiectul podului Père Pire din Ben-Ahin, situat la mai puțin de 8 kilometri în amonte de ecluza Ampsin-Neuville.
Construcția sistemului de ecluze a fost adjudecată de Duchêne SA, filiala din Benelux a grupului francez de construcții civile Eiffage. Lucrările au început în 2018, când a fost realizată incinta centrală în care fusese prevăzută construcția ecluzei de mare gabarit. În 2019 a fost demolată ecluza mică și a început construcția ecluzei de 225 m x 12,5 m, planificată a fi dată în folosință înaintea începerii construcției ecluzei de mare gabarit, astfel încât să nu fie întreruptă nici un moment navigația pe Meuse. Pe toată perioada lucrărilor au fost realizate masive lucrări de fundare, provizorii și definitive. Acestea au fost executate de Franki Foundations, subsidiară a grupului de construcții belgian Willemen. Pentru lărgirea cursului fluviului și pentru a asigura astfel un spațiu de manevră mai generos navigației, Franki a realizat două lungi ziduri de sprijin din piloți forați. Acestea au permis și executarea de lucrări pe cele două maluri, precum realizarea terasamentelor noii scări de pești. În total, Frank Foundations a executat în incinta ecluzelor 1000 de metri liniari de piloți forați de mare diametru, Ø 1300 mm, cu lungimi de 11 m, în timp ce pentru realizarea noilor maluri au fost executați:
- 3000 de metri liniari de piloți forați de mare diametru, Ø 1300 mm, cu lungimi de 10 m;
- 8000 de metri liniari de piloți forați cu diametrul de Ø 880 mm;
- alți 5500 de metri liniari de piloți forați în anul 2020;

Suplimentar, Franki a instalat pentru fixarea solului peste 250 de ancore în incinta ecluzelor și circa 730 de ancore pe cele două maluri.
În paralel cu aceste lucrări a fost începută și devierea drumului național N90 de pe malul drept. Noul traseu a fost proiectat cu separator de sens și benzi pentru staționare de urgență, plus un mic sens giratoriu în amonte de Ombret, pentru a permite conexiunea cu drumuri locale.
În total, costurile redimensionării întregului sistem de ecluze pentru a permite trecerea navelor de mare gabarit și cele ale lucrărilor rutiere conexe au fost estimate la 138 de milioane de euro fără TVA.

## Pasarela pietonală
Barajul Ampsin-Neuville care unește cele două maluri nu este unul rutier, fiind echipat doar cu o pasarelă pietonală. Aceasta a fost prevăzută a fi demolată în întregime în cadrul lucrărilor de reamenajare a sistemului de ecluze, pentru a permite construcția unei pasarele noi, prelungită astfel încât să traverseze și noul traseu al N90 de pe malul drept. Accesul va fi permis doar cicliștilor și pietonilor, iar pasarela se va conecta la toate pistele de biciclete din vecinătate.
Noua pasarelă va fi accesibilă și persoanelor cu mobilitate redusă.
Lucrările de demolare a vechii pasarele și de construcție a celei noi au început în aprilie 2021, fiind prevăzute a se finaliza la sfârșitul lunii octombrie 2021.